# دانیلا سانتیاگو
دانیلا سانتیاگو (به انگلیسی: Daniela Santiago)(زاده ۱ آوریل ۱۹۸۲) بازیگر، مدل اسپانیایی است.
او یک زن ترنس است.